# Richard Avenarius
Richard Heinrich Ludwig Avenarius (París, 19 de novembre de 1843 - Zúric, 18 d'agost de 1896), fou un filòsof positivista germà-suís, un dels formuladors juntament amb Ernst Mach de la filosofia de l'empiriocriticisme.

## Biografia
Era el fill segon de l'editor alemany Eduard Avenarius, en aquells dies director de la sucursal parisenca de Brockhaus, i de Cecilia Wagner, germana menor de Richard Wagner, que va ser el seu padrí. El seu germà el poeta Ferdinand Avenarius va tenir un important paper en l'organització cultural Dürerbund i va promoure moviments de reforma de la cultura alemanya. Avenarius va estar en una Nicolaischule a Leipzig i va estudiar a Zúric, Berlín i de nou a Leipzig, en la universitat del qual es va doctorar en filosofia el 1868 amb una tesi sobre el panteisme de Baruch Spinoza; va obtenir l'habilitació el 1876; va participar en la creació del Cercle Filosòfic de Leipzig i va treballar com Privatdozent fins a 1877. Llavors va marxar a la Universitat de Zúric per ensenyar filosofia i física inductiva en la mateixa fins a la seva mort en 1896. Des de 1877 va dirigir, en col·laboració amb Wilhelm Wundt i uns altres, la revista Vierteljahrsschrift für Wissenschaftliche Philosophie (Revista Trimestral de Filosofia Científica).

## Obres
L'obra principal de Avenarius és Kritik der regnin Erfahrung (Crítica de l'experiència pura, 1888-1890); l'obra El concepte humà del món (1891) va influir les idees de Ernst Mach, Ber Borochov i William James